# الانتخابات التشريعية السورية 2007
الانتخابات التشريعية في سورية والتي أجريت في 22 نيسان 2007، وهي تاسع انتخابات تشريعية تمت في ظل الجمهورية الثانية وحكم البعث وثاني انتخابات بعد تبوأ بشار الأسد منصب الرئاسة. أفضت كسابقاتها إلى فوز حزب البعث العربي الاشتراكي بأغلبية مقاعد البرلمان في حين شغل البعث مع سائر أحزاب الجبهة الوطنية التقدمية ثلثي المقاعد، وترك للمستقلين الثلث الباقي، مع تراجع عدد مقاعدهم من 83 إلى 81 فقط. وهي آخر انتخابات تمت في ظل دستور 1973 الذي كفل لحزب البعث «قيادة الدولة والمجتمع».
بلغت نسبة المشاركة في هذه الانتخابات 56.1% حسب الأرقام الرسميّة وبلغ عدد إجمالي الناخبين 11967611 تمتع نحو ثمانية ملايين منهم فقط ببطاقة انتخابية تؤهلهم للتصويت، كما بلغ عدد المرشحين 2292 مرشح.

## النتائج
| الحزب | الأصوات | % | المقاعد |
| --- | ------- | - | ------- |
| حزب البعث |         |   | 134     |
| مستقلين |         |   | 81      |
| أحزاب الجبهة الوطنية التقدمية: (دون حزب البعث) - الحزب الشيوعي السوري - حزب الاتحاد الاشتراكي - الحزب الشيوعي السوري - الحزب السوري القومي الاجتماعي - حركة الاشتراكيين العرب - الوحدويون الاشتراكيون - الحزب الوحدوي الاشتراكي الديموقراطي - حزب الاتحاد العربي الديموقراطي |         |   | 35      |
| المجموع |         |   | 250     |

## مواقع خارجية
- أسماء أعضاء مجلس الشعب 2007 - صدى سوريا.